# Raissa Martin
Raissa Martin (nascida em 3 de março de 1991) é uma jogadora de goalball paralímpica australiana. Integrou a seleção australiana feminina de goalball que disputou os Jogos Paralímpicos de Verão de 2016, realizados no Rio de Janeiro, Brasil. É considerada legalmente cega.